# Мельничук Сергій Кирилович
Сергі́й Кири́лович Мельничу́к (16 вересня 1937, с. Великий Житин поблизу Рівного — 6 липня 2002, Рівне) — український письменник і журналіст.

## З життєпису
Батьки — Одарка Самійлівна (до шлюбу Поліщук) та Кирило Іванович (рідна сестра Юхимія Іванівна — мати першого Президента України Леоніда Макаровича Кравчука) Мельничуки — селяни. Мешкали на хуторі поблизу села Великий Житин. У родині було шестеро дітей: Галина, Зінаїда, Сергій, Петро, Максим та Ігор.
Після закінчення школи працював у колгоспі механізатором. Три роки служив в лавах РА. Старшина автовзводу в Групі радянських військ у Німеччині.
Закінчив філологічний факультет Рівненського педагогічного інституту (1964).
Працював у школі, в редакції обласної газети «Червоний прапор», співпрацював з журналом «Перець», тривалий час був власним кореспондентом газет «Радянська Україна» (Київ), «Голос України» (Київ).
При Рівненській обласній філармонії за його безпосередньої участі створено театр сатиричних мініатюр «Шалантух».
Похований у Рівному на Молодіжному кладовищі.
На будинку культури села Великий Житин, де пройшло дитинство і юність Сергія Мельничука, у 2015 році встановлено меморіальну дошку [Архівовано 27 вересня 2016 у Wayback Machine.].

## Книги
- «Квіти і звіти» (1976),
- «Карась у сметані» (1981),
- «П'яте колесо» (1988),
- «Білочубчик» (повість-казка для дітей, 1992) http://chytanka.com.ua/ebooks/index.php?action=url/view&url_id=1571 [Архівовано 27 вересня 2016 у Wayback Machine.].

Вибрані твори увійшли до антології «Літературна Рівненщина» (2005).

## Джерело
- Сергій Мельничук [Архівовано 5 березня 2016 у Wayback Machine.]